# Trzeci rząd Stefana Löfvena
Trzeci rząd Stefana Löfvena – rząd Szwecji powstały 9 lipca 2021 w trakcie kadencji Riksdagu wybranego w 2018. Utworzyły go ugrupowania lewicowe – Szwedzka Socjaldemokratyczna Partia Robotnicza (SAP) i Partia Zielonych (MP). Zastąpił drugi gabinet tego samego premiera tworzony przez te same ugrupowania.
21 stycznia 2019, kilka miesięcy po wyborach parlamentarnych z 2018, powstał drugi mniejszościowy rząd Stefana Löfvena, który utworzyły dotychczas współrządzące SAP i MP. Jego powołanie umożliwiło wstrzymanie się przy wyborze premiera przez posłów dotąd wspierającej koalicjantów Partii Lewicy, a ponadto przez deputowanych opozycyjnych liberałów i centrystów.
W 2021 Partia Lewicy wycofała swojej poparcie dla rządu. 21 czerwca tegoż roku parlament uchwalił wotum nieufności wobec gabinetu (wniosek poparło 181 członków Riksdagu). 28 czerwca Stefan Löfven ogłosił swoją rezygnację, pozostając na czele rządu, który przekształcił się w rząd tymczasowy (działający do czasu sformowania nowego gabinetu). 7 lipca 2021 Riksdag ponownie jednak zatwierdził kandydaturę lidera socjaldemokratów na premiera – przy 173 posłach przeciw, 116 głosujących za (koalicjanci) i 60 wstrzymujących się (posłowie wybrani z ramienia Partii Lewicy i Partii Centrum, a także jeden deputowany liberałów). Dwa dni później Stefan Löfven przedstawił skład nowego gabinetu (pozostający tożsamy z końcowym składem jego drugiego rządu), który tym samym rozpoczął funkcjonowanie.
W sierpniu 2021 Stefan Löfven zapowiedział ustąpienie z funkcji przewodniczącego partii i następnie z urzędu premiera. 4 listopada tegoż roku na czele socjaldemokratów zastąpiła go Magdalena Andersson. Sześć dni później były lider SAP złożył oficjalną rezygnację ze stanowiska premiera. Gabinet urzędował do 30 listopada 2021, kiedy to nowo wybrana premier Magdalena Andersson przedstawiła skład swojego rządu.

## Skład rządu
| Stanowisko                                             | Minister            | Partia         |
| Biuro Premiera                                         | Biuro Premiera      | Biuro Premiera |
| ------------------------------------------------------ | ------------------- | -------------- |
| Premier                                                | Stefan Löfven       | SAP            |
| Minister ds. stosunków europejskich                    | Hans Dahlgren       | SAP            |
| Ministerstwo Sprawiedliwości                           |                     |                |
| Minister sprawiedliwości                               | Morgan Johansson    | SAP            |
| Minister spraw wewnętrznych                            | Mikael Damberg      | SAP            |
| Ministerstwo Spraw Zagranicznych                       |                     |                |
| Minister spraw zagranicznych                           | Ann Linde           | SAP            |
| Minister rozwoju współpracy międzynarodowej            | Per Olsson Fridh    | MP             |
| Minister handlu zagranicznego i współpracy nordyckiej  | Anna Hallberg       | SAP            |
| Ministerstwo Obrony                                    |                     |                |
| Minister obrony                                        | Peter Hultqvist     | SAP            |
| Ministerstwo Spraw Społecznych                         |                     |                |
| Minister spraw społecznych                             | Lena Hallengren     | SAP            |
| Minister opieki socjalnej                              | Ardalan Shekarabi   | SAP            |
| Ministerstwo Finansów                                  |                     |                |
| Minister finansów                                      | Magdalena Andersson | SAP            |
| Minister administracji publicznej                      | Lena Micko          | SAP            |
| Minister ds. rynków finansowych, wiceminister finansów | Åsa Lindhagen       | MP             |
| Ministerstwo Edukacji                                  |                     |                |
| Minister edukacji                                      | Anna Ekström        | SAP            |
| Minister szkolnictwa wyższego i badań naukowych        | Matilda Ernkrans    | SAP            |
| Ministerstwo Środowiska                                |                     |                |
| Minister klimatu i środowiska                          | Per Bolund          | MP             |
| Ministerstwo Przedsiębiorczości                        |                     |                |
| Minister przedsiębiorczości i innowacji                | Ibrahim Baylan      | SAP            |
| Ministerstwo Kultury                                   |                     |                |
| Minister kultury, demokracji i sportu                  | Amanda Lind         | MP             |
| Ministerstwo Zatrudnienia                              |                     |                |
| Minister zatrudnienia                                  | Eva Nordmark        | SAP            |
| Minister równości płci i mieszkalnictwa                | Märta Stenevi       | MP             |
| Ministerstwo Infrastruktury                            |                     |                |
| Minister infrastruktury                                | Tomas Eneroth       | SAP            |
| Minister energii i cyfryzacji                          | Anders Ygeman       | SAP            |